# Сідра (затока)
Сідра, Великий Сирт (араб. خليج سرت; лат. Syrtis Maior) — велика затока у Середземному морі біля берегів Лівії, завглибшки до 1 374 метри, шириною до 465 км. (при вході у затоку). На березі затоки розташоване місто Бенгазі та декілька нафтоналивних портів. Протягом значного періоду був центром вилову тунця у Середземному морі. Наразі видобуток тунця продовжується.
Під час Другої світової війни затока була ареною двох морських битв між ВМФ Італії і Великої Британії. Правовий статус Великого Сирта юридично не врегульований досі. Лівійський уряд вважає всю затоку своїми територіальними водами. Ця позиція неодноразово призводила до міжнародних конфліктів — див. інциденти 1981, 1986 та і 1989 років.
За римською назвою затоки (Syrtis Major) названий щитовий вулкан Syrtis Major Planum на Марсі.

## Клімат
Акваторія затоки лежить у тропічному кліматичному поясі. Тут панують тропічні повітряні маси. Сезонний хід температури повітря чітко відстежується. Переважають пасатні вітри.